# Побіжний вогонь
Побіжний вогонь — метод збільшення щільності артилерійської стрільби в складі підрозділу (батареї, дивізіону і тощо), коли кожна гармата веде вогонь не за командою (як при стрільбі залпами), а негайно за готовністю. У сучасних артилерійських посібниках побіжний вогонь рекомендований до застосування при вогневих нальотах, а також при придушенні високомобільних і добре захищених цілей на полі бою (наприклад — танків).
Як правило, побіжний вогонь починають залпом з усіх вогневих засобів і з максимальним темпом продовжують аж до витрачення зазначеної кількості боєприпасів.

## Цікаві факти
- За часів Першої світової війни побіжний вогонь рекомендувався до застосування при використанні артилерійських хімічних боєприпасів[4].